# Rangpur (Gujarat)
Rangpur est une ville, un port maritime et un site archéologique situé dans le district d'Ahmedabad près de Vanala sur la péninsule de Saurashtra dans l'Etat du Gujarat, dans la partie ouest de l'Inde.
Ce site se trouve sur la péninsule entre le golfe de Cambay et le golfe de Kutch, et se rattache à la période de la civilisation de la vallée de l'Indus, au nord-ouest du site de Lothal, plus vaste.  
C'est le site type de la « culture de Rangpur », une forme régionale de la phase tardive de la civilisation de la vallée de l'Indus, qui existait dans la région du Gujarat au cours du IIe millénaire avant J.-C.

## Fouilles

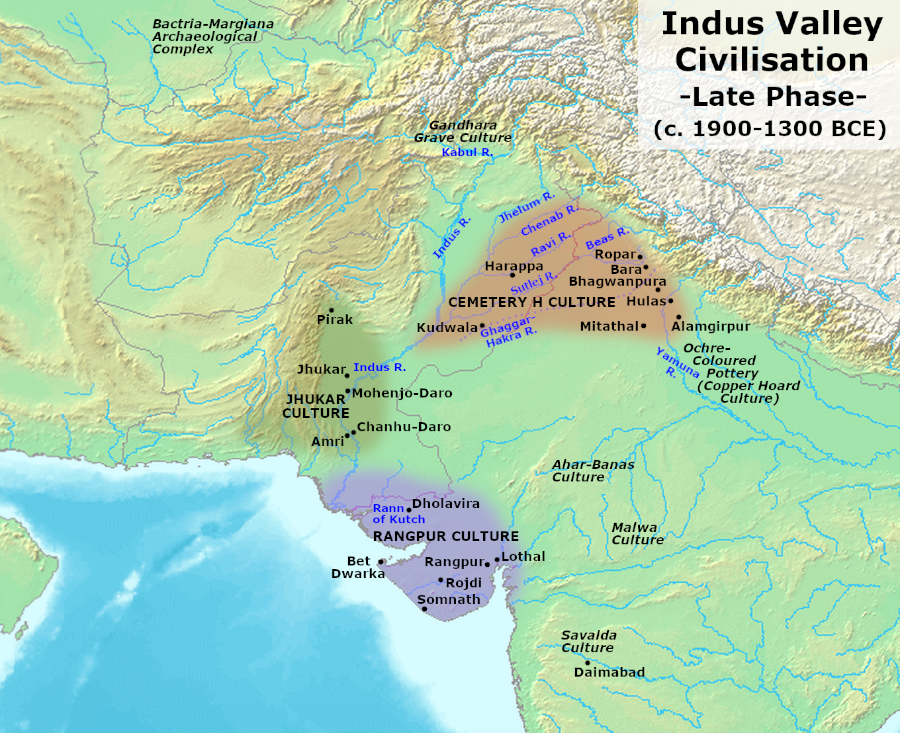
Carte de Rangpur et d'autres sites de la civilisation de la vallée de l'Indus, phase tardive.

La culture de Rangpur est identifiée comme une culture ou une sous-culture distincte, sur la base de la poterie spécifique retrouvée sur le site. 
Les fouilles de sentiers sont menées par l'Archaeological Survey of India (ASI) en 1931, sous la direction de M.S. Vats. D'autres campagnes ont lieu ensuite, menées par Ghurye (1939), Dikshit (1947) et Shikaripura Ranganatha Rao (1953-1956) qui fouillent le site dans le cadre des projets de l'ASI.

## Périodes
S.R. Rao effectue un classement des strates en quatre périodes de Rangpur, avec trois sous-périodes dans la culture Harappéenne, la période II avec une période antérieure, le microlithique et un état paléolithique moyen (sections fluviales) avec des fabrications de pointes, des grattoirs et des lames en jaspe. Les dates données par S.R. Rao pour les périodes et sous-périodes sont  :
- Période I - Microlithique non associé à la céramique : 3000 av. J.-C. ;
- Période II - Harappa : 2000 à 1500 av. J.-C. ;
  - Période II B - Harappéen récent : 1500 à 1100 av. J.-C. ;
  - Période II C - Phase de transition de Harappa : 1100 à 1000 av. J.-C. ;
- Période III - Période de la céramique rouge lustrée : de 1000 à 800 av. J.-C.[2].

## Architecture
Le bois d'acacia est largement utilisé à Rangpur, aussi bien pour les constructions, que pour les outils et les meubles. 

## Artéfacts découverts
Les artéfacts (objets archéologiques) découverts à Rangpur sont des plats à bord perlé et à épaulement rainuré, peints en noir, et des jarres en grès avec des col haut. Des œuvres avec des coquillages sont aussi découvertes. Les autres objets trouvés sur le site sont des haches, des perles de stéatite et de cornaline ainsi que des objets en terre cuite.

## Culture
De grandes quantités de restes de plantes sont trouvées à Rangpur. On y a trouvé du Bajra, du riz (en période IIA) et du mil (en période HI).

## Alimentation
Les habitants de la culture Rangpur utilisent le riz et le bajra comme alimentation. Ils consomment aussi du lait et du lait caillé provenant de leurs animaux domestiques.